# ابن أبي العوجاء السلمي
ابن أبي العوجاء السلمي صحابي بعثه النبي في ذي الحجة سنة 7 هـ في خمسين رجلا سرية بن أبي العوجاء السلمي إلى بني سليم فكثرهم القوم فقاتلوا قتالا شديدا حتى قتل عامة المسلمين وأصيب صاحبهم بن أبي العوجاء جريحا مع القتلى ثم تحامل حتى بلغ رسول الله المدينة في أول يوم من صفر سنة 8 هـ.

## سرية ابن أبي العوجاء
ذكر البيهقي هاهنا سرية ابن أبي العوجاء السلمي إلى بني سليم، ثم ساق بسنده عن الواقدي: «حدثني محمد بن عبد الله بن مسلم ، عن الزهري قال: لما رجع رسول الله ﷺ  من عمرة القضية، رجع في ذي الحجة من سنة سبع، فبعث ابن أبي العوجاء السلمي في خمسين رجلا، فخرج إلى بني سليم، وكان عين بني سليم معه، فلما فصل من المدينة، خرج العين إلى قومه، فحذرهم وأخبرهم، فجمعوا جمعا كثيرا، وجاءهم ابن أبي العوجاء والقوم معدون، فلما أن رآهم أصحاب رسول الله ﷺ  ورأوا جمعهم، دعوهم إلى الإسلام ، فرشقوهم بالنبل ولم يسمعوا قولهم، وقالوا: لا حاجة لنا إلى ما دعوتم إليه، فرموهم ساعة، وجعلت الأمداد تأتي، حتى أحدقوا بهم من كل جانب، فقاتل القوم قتالا شديدا، حتى قتل عامتهم، وأصيب ابن أبي العوجاء بجراحات كثيرة، فتحامل حتى رجع إلى المدينة بمن بقي معه من أصحابه في أول يوم من شهر صفر سنة ثمان».